# Mikael Asp
Mikael Asp, född 1974, är en av Sveriges tidigaste tävlingsfridykare. Han var med i det svenska landslaget 1998 på Sardinien där Sverige slutade femma. Mikael Asp har innehaft världsrekordet i den inofficiella disciplinen dynamisk apnea 16x50. 